# Västerviks Kommuns Förvaltnings AB
Västerviks Kommuns Förvaltnings AB är ett svenskt förvaltningsbolag som agerar moderbolag för de verksamheter som Västerviks kommun har valt att driva i aktiebolagsform. Bolaget ägs helt av kommunen.

## Bolag
Källa: 
- Tjustfastigheter AB
- Västervik Miljö och Energi AB
- Västerviks Bostads Aktiebolag
- Västerviks Kraft-Elnät AB